# Atenodor de Rodes
Atenodor de Rodes   (Rodes, mil·lenni I aC - segle I aC) fou un escultor grec de  Rodes. Fou fill i deixeble d'Agesandre. Conjuntament amb el seu pare i amb Polidor de Rodes va executar el famós conjunt de Laocoont i els seus fills, obra capital de l'escultòrica grega, i que es troba avui dia als Museus Vaticans.